# 크로노
《크로노》는 스퀘어 에닉스가 소유한 비디오 게임 프랜차이즈이다. 1995년 발매된 롤플레잉 비디오 게임 《크로노 트리거》, 1996년 비주얼 노블 《래디컬 드리머즈》, 그리고 1999년 후속작 《크로노 크로스》로 구성됐다.

## 게임

### 《크로노 트리거》
《크로노 트리거》는 일본서 1995년 3월 11일, 북미 지역에선 같은 해 8월 22일 출시된 슈퍼 패미컴용 롤플레잉 비디오 게임이다. 주인공 크로노를 포함한 일행이 우연한 기회로 미래에 대재앙으로 세계가 멸망할 것을 알게 되자, 이를 저지하기 위해 시간여행으로 여러 시대들을 누비며 모험하는 이야기를 그렸다.
1999년 플레이스테이션 이식판이 일본에선 단독 게임으로서, 북미 지역에선 《파이널 판타지 크로니클즈》 합본에 수록돼 발매됐다.

### 《래디컬 드리머즈》
《래디컬 드리머즈: 훔칠 수 없는 보석》은 1996년 슈퍼 패미컴 사테라뷰를 통해 출시된 문자기반 게임이다.

### 《크로노 크로스》
《크로노 크로스》는 일본서 1999년 11월 18일, 북미 지역에서 2000년 8월 15일 발매된 플레이스테이션용 롤플레잉 비디오 게임이다. 《래디컬 드리머즈》의 일부를 따와 리메이크를 한 작품으로, 《래디컬 드리머즈》를 대신하는 《크로노 트리거》의 후속작이다.

## 참조

### 내용주
1. ↑  일본어: クロノ, 영어: Chrono